# Kwasy tłuszczowe
Kwasy tłuszczowe – kwasy monokarboksylowe o wzorze ogólnym R–COOH (R oznacza prosty łańcuch węglowodorowy o długości co najmniej trzech atomów węgla, a COOH jest grupą karboksylową znajdującą się na końcu tego łańcucha). Pojęcie kwasów tłuszczowych bywa rozszerzane na wszystkie alifatyczne niecykliczne kwasy karboksylowe.
Kwasy tłuszczowe występujące naturalnie wchodzą w skład tłuszczów lub występują w postaci „wolnej” (tzn. wolne kwasy tłuszczowe, FFA, z ang. free fatty acids).
Łańcuch węglowodorowy naturalnych kwasów tłuszczowych jest zazwyczaj prosty (nierozgałęziony) i może zawierać kilka wiązań podwójnych (o konfiguracji Z). Dla kwasów zawierających 10 lub więcej atomów węgla stosuje się określenie wyższe kwasy tłuszczowe. Naturalne kwasy tłuszczowe zbudowane są z parzystej liczby atomów węgla, a ich liczba wynosi najczęściej 12–20. Od niższych kwasów karboksylowych różnią się głównie tym, że z powodu przewagi części hydrofobowej nad hydrofilową są nierozpuszczalne w wodzie i mają neutralne pH. Kwasy tłuszczowe często oznacza się w notacji n:m, gdzie n to liczba atomów węgla w cząsteczce (wliczając w to atom zawarty w grupie karboksylowej), zaś m to liczba wiązań podwójnych między nimi.
W przyrodzie występują w postaci estrów z gliceryną (triglicerydów) – tłuszczów, z których otrzymuje się je przez hydrolizę. Nasycone kwasy tłuszczowe można także uzyskać przez katalityczne uwodornienie odpowiednich kwasów nienasyconych. Kwasy tłuszczowe wykorzystywane są do produkcji mydła, farb olejnych, leków i kosmetyków. Poza tym wykorzystuje się je w przemyśle spożywczym (masło, oleje, smalec, margaryna), oraz jako paliwa (stearyna w świecy) także w postaci tłuszczów (lampki olejowe).
Kwasy tłuszczowe pełnią istotną rolę biologiczną, głównie jako materiał energetyczny i zapasowy. W wyniku procesu β-oksydacji Knoopa są rozkładane do reszt acetylowych związanych tioestrowo z koenzymem A. Powstały acetylokoenzym A ulega w cyklu Krebsa rozkładowi z utlenieniem do CO2 i wydzieleniem atomów wodoru, które są następnie utleniane do wody w łańcuchu oddechowym. Kwasy tłuszczowe są ważnym zapasowym materiałem energetycznym, przechowywanym w postaci trójglicerydów w tkance tłuszczowej. W wyniku utleniania kwasów tłuszczowych powstaje energia potrzebna do procesów życiowych.
Mogą być syntezowane w procesie liponeogenezy.
W zależności od obecności i liczby wiązań nienasyconych kwasy tłuszczowe dzielą się na nasycone i nienasycone (jedno- i wielonienasycone).

## Kwasy nasycone
Nasycone kwasy tłuszczowe to kwasy tłuszczowe niezawierające podwójnych wiązań między atomami węgla w cząsteczce. W warunkach normalnych są zwykle białymi ciałami stałymi. Kwasy zawierające w łańcuchu więcej niż 10 atomów węgla są nierozpuszczalne w wodzie i są nielotne.
| Nazwa zwyczajowa   | Nazwa systematyczna     | Wzór grupowy   | Symbol | Temp. topn. [°C] |
| ------------------ | ----------------------- | -------------- | ------ | ---------------- |
| Kwas masłowy       | Kwas butanowy           | CH3(CH2)2COOH  | C4:0   | −8               |
| Kwas walerianowy   | Kwas pentanowy          | CH3(CH2)3COOH  | C5:0   | −34,5            |
| Kwas kapronowy     | Kwas heksanowy          | CH3(CH2)4COOH  | C6:0   | −3               |
| Kwas enantowy      | Kwas heptanowy          | CH3(CH2)5COOH  | C7:0   | −7,5             |
| Kwas kaprylowy     | Kwas oktanowy           | CH3(CH2)6COOH  | C8:0   | 16–17            |
| Kwas pelargonowy   | Kwas nonanowy           | CH3(CH2)7COOH  | C9:0   | 12,5             |
| Kwas kaprynowy     | Kwas dekanowy           | CH3(CH2)8COOH  | C10:0  | 31               |
| –                  | Kwas undekanowy         | CH3(CH2)9COOH  | C11:0  | 28–31            |
| Kwas laurynowy     | Kwas dodekanowy         | CH3(CH2)10COOH | C12:0  | 44–46            |
| –                  | Kwas tridekanowy        | CH3(CH2)11COOH | C13:0  | 41–42            |
| Kwas mirystynowy   | Kwas tetradekanowy      | CH3(CH2)12COOH | C14:0  | 58,8             |
| –                  | Kwas pentadekanowy      | CH3(CH2)13COOH | C15:0  | 51–53            |
| Kwas palmitynowy   | Kwas heksadekanowy      | CH3(CH2)14COOH | C16:0  | 63–64            |
| Kwas margarynowy   | Kwas heptadekanowy      | CH3(CH2)15COOH | C17:0  | 59–61            |
| Kwas stearynowy    | Kwas oktadekanowy       | CH3(CH2)16COOH | C18:0  | 69,9             |
| –                  | Kwas nonadekanowy       | CH3(CH2)17COOH | C19:0  | 68–70            |
| Kwas arachidowy    | Kwas eikozanowy         | CH3(CH2)18COOH | C20:0  | 76,5–77,0        |
| –                  | Kwas heneikozanowy      | CH3(CH2)19COOH | C21:0  | 74,3             |
| Kwas behenowy      | Kwas dokozanowy         | CH3(CH2)20COOH | C22:0  | 81,5             |
| –                  | Kwas trikozanowy        | CH3(CH2)21COOH | C23:0  | 79,1             |
| Kwas lignocerynowy | Kwas tetrakozanowy      | CH3(CH2)22COOH | C24:0  | 87,5–88,0        |
| –                  | Kwas pentakozanowy      | CH3(CH2)23COOH | C25:0  | 84,0–85,0        |
| Kwas cerotynowy    | Kwas heksakozanowy      | CH3(CH2)24COOH | C26:0  | 87,7–88,5        |
| Kwas karbocerowy   | Kwas heptakozanowy      | CH3(CH2)25COOH | C27:0  | 87,6             |
| Kwas montanowy     | Kwas oktakozanowy       | CH3(CH2)26COOH | C28:0  | 90,0–90,9        |
| –                  | Kwas nonakozanowy       | CH3(CH2)27COOH | C29:0  | 90,3–90,5        |
| Kwas melisowy      | Kwas triakontanowy      | CH3(CH2)28COOH | C30:0  | 93,6             |
| –                  | Kwas hentriakontanowy   | CH3(CH2)29COOH | C31:0  | 93,0–93,2        |
| Kwas lacerowy      | Kwas dotriakontanowy    | CH3(CH2)30COOH | C32:0  | 96,2             |
| Kwas psylowy       | Kwas tritriakontanowy   | CH3(CH2)31COOH | C33:0  | ?                |
| Kwas gedowy        | Kwas tetratriakontanowy | CH3(CH2)32COOH | C34:0  | 98,4             |
| Kwas ceroplastowy  | Kwas pentatriakontanowy | CH3(CH2)33COOH | C35:0  | 98,4             |

## Kwasy nienasycone
Nienasycone kwasy tłuszczowe są to kwasy tłuszczowe zawierające wiązania podwójne. Są one z reguły bezbarwnymi cieczami. W większości z nich wszystkie wiązania podwójne są w pozycji cis, a po każdym wiązaniu podwójnym następuje 3n (gdzie n = 1, 2, 3...) atomów węgla. W przypadku nienasyconych kwasów tłuszczowych nie wystarcza notacja n:m. Należy też wskazać położenie wiązań podwójnych, co można zrobić na dwa sposoby:
- używając notacji delta-k,l,m..., czyli Δk,l,m..., gdzie k,l,m... oznaczają położenie wiązania podwójnego licząc od grupy karboksylowej (np. zapis Δ9,12 oznacza, że wiązania podwójne znajdują się przy 9 i 12 atomie węgla) albo
- używając notacji omega-i, czyli ω-i lub n-i, gdzie i oznacza położenie ostatniego wiązania podwójnego licząc od końca łańcucha węglowego (np. omega-3 oznacza, że ostatnie wiązanie podwójne znajduje się przy trzecim od końca atomie węgla). Kwasy omega-3 i omega-6 są opisane dokładniej w osobnych artykułach.

Wśród nienasyconych kwasów tłuszczowych wyróżnia się grupę wielonienasyconych kwasów tłuszczowych, które, jak sama nazwa wskazuje, zawierają więcej niż jedno wiązanie podwójne. Są one niezbędnym elementem diety człowieka (stanowią grupę tzw. witamin F, inaczej egzogenne lub niezbędne kwasy tłuszczowe), gdyż są nam potrzebne do tworzenia ważnych związków (np. prostaglandyn), a nie są syntezowane przez organizmy ludzi (mogą je syntezować jedynie rośliny i część zwierząt np. olej rybny).
Izomery cis kwasów tłuszczowych występują w naturze, natomiast izomery trans powstają w wyniku przemysłowej przeróbki tłuszczów. Stwierdzono, że tłuszcze zawierające postać trans kwasów tłuszczowych są szkodliwe dla zdrowia doprowadzając do miażdżycy tętnic i z tego względu należy ograniczyć ich spożycie.
Ważniejsze nienasycone kwasy tłuszczowe to:
- kwasy jednonienasycone (monoenowe), zawierające jedno wiązanie podwójne:
  - kwas oleopalmitynowy 16C (zawierający 16 atomów węgla w cząsteczce)
  - kwas oleinowy 18C
  - kwas erukowy 22C
  - kwas nerwonowy 24C
- kwasy dwunienasycone (dienowe), zawierające dwa wiązania podwójne:
  - kwas linolowy 18C
- kwasy trójnienasycone (trienowe), zawierające trzy wiązania podwójne:
  - kwas α-linolenowy 18C
  - kwas γ-linolenowy 18C
- kwasy czteronienasycone (tetraenowe), zawierające cztery wiązania podwójne:
  - kwas arachidonowy 20C

| Nazwa zwyczajowa      | Nazwa systematyczna                           | Wzór     | Temp. topn. [°C] | Występowanie                                             |
| --------------------- | --------------------------------------------- | -------- | ---------------- | -------------------------------------------------------- |
| Kwas undecylenowy     | Kwas 10-undecenowy                            | C11H20O2 | 24               |                                                          |
| Kwas palmitoleinowy   | Kwas (Z)-9-heksadekaenowy                     | C16H30O2 | 0,5              | olej zwierząt morskich, gadów i ptaków                   |
| Kwas oleinowy         | Kwas (Z)-9-oktadekaenowy                      | C18H34O2 | 16               | oliwa z oliwek, tran                                     |
| Kwas elaidynowy       | Kwas (E)-9-oktadekaenowy                      | C18H34O2 | 44               |                                                          |
| Kwas petroselilowy    | Kwas (Z)-6-oktadekaenowy                      | C18H34O2 | 32               | nasiona selera i niektórych bluszczów                    |
| Kwas wakcenowy        | Kwas (E)-11-oktadekaenowy                     | C18H34O2 | 42               | tłuszcze niektórych roślin i zwierząt                    |
| Kwas cytronelowy      | Kwas 3,7-dimetylo-6-oktadekaenowy             | C20H38O2 |                  | drewno Callitris glaucophylla                            |
| Kwas hydnokarpowy     | Kwas 11-(3-cyklopentylo-)-undecenowy          | C16H28O2 | 58               | olej nasion roślin tropikalnych z rodziny Flacourtiaceae |
| Kwas chaulmugrowy     | Kwas 13-(3-cyklopentylo-)-tridecenowy         | C18H32O2 | 69               |                                                          |
| Kwas erukowy          | Kwas (Z)-13-dokozenowy                        | C22H42O2 | 33               | olej rzepakowy i nasturcjowy                             |
| Kwas nerwonowy        | Kwas (Z)-15-tetrakozenowy                     | C24H46O2 | 44               | składnik mielin, występuje razem z kwasem erukowym       |
| Kwas linolowy         | Kwas (Z,Z)-9,12-oktadekadienowy               | C18H32O2 | −5 (−11)         | powszechnie jako składnik lipidów                        |
| Kwas α-linolenowy     | Kwas (Z,Z,Z)-9,12,15-oktadekatrienowy         | C18H30O2 | −11              | częsty składnik lipidów, w oleju lnianym i konopnym      |
| Kwas γ-linolenowy     | Kwas (Z,Z,Z)-6,9,12-oktadekatrienowy          | C18H30O2 |                  | olej z wiesiołka, ogórecznika i czarnej porzeczki        |
| Kwas trans-linolenowy | Kwas (E,E,E)-9,12,15-oktadekatrienowy         | C18H30O2 |                  | powstaje w wyniku izomeryzacji kwasu α-linolenowego      |
| Kwas oleostearynowy   | Kwas (E,E,E)-9,11,13-oktadekatrienowy         | C18H30O2 | 71               | olej tungowy                                             |
| Kwas arachidonowy     | Kwas (all-Z)-5,8,11,14-ejkozatetraenowy       | C20H32O2 | −49              | niektóre tkanki zwierzęce                                |
| Kwas klupanodonowy    | Kwas (all-Z)-7,10,13,16,19-dokozapentaenowy   | C22H34O2 | −78              | olej rybny                                               |
| Kwas cerwonowy        | Kwas (all-Z)-4,7,10,13,16,19-dokozaheksaenowy | C22H32O2 | −44              | olej rybny                                               |
| Kwas rycynolowy       | Kwas (R)-12-hydroksy-(Z)-9-oktadekenowy       | C18H34O3 | 5                | olej rycynowy                                            |